# William Brouncker
William Brouncker (Castlelyons, Irlanda, 1620 – Oxford, 5 aprile 1684) è stato un matematico inglese.
Noto anche come 2° Visconte Brouncker o Lord Brouncker, si laureò all'Università di Oxford nel 1647. Fu uno dei fondatori e il primo presidente della Royal Society. Nel 1662 fu nominato Cancelliere dalla regina Caterina di Braganza e poi direttore dell'ospedale Santa Caterina di Londra. Nel 1664 diventò uno dei sovrintendenti della Royal Navy.
I suoi lavori matematici includono il calcolo della lunghezza della parabola e della cicloide e la quadratura dell'iperbole, che richiede l'approssimazione della funzione logaritmica per mezzo di serie infinite. Fu il primo europeo a risolvere quella che è oggi nota come equazione di Pell.
Fu il primo inglese ad interessarsi alle frazioni continue. Proseguendo il lavoro di John Wallis sviluppò la prima frazione continua generalizzata per il calcolo di pi greco.    

## La formula di Brouncker
Questa formula fornisce uno sviluppo di π/4 per mezzo di una frazione continua generalizzata:
{\displaystyle {\frac {\pi }{4}}={\cfrac {1}{1+{\cfrac {1^{2}}{2+{\cfrac {3^{2}}{2+{\cfrac {5^{2}}{2+{\cfrac {7^{2}}{2+{\cfrac {9^{2}}{2+\ddots }}}}}}}}}}}}}
Essendo di convergenza molto lenta, questa formula non è adatta per il calcolo di pi greco.
La formula di Brouncker può anche essere espressa come
{\displaystyle {\frac {4}{\pi }}=1+{\cfrac {1^{2}}{2+{\cfrac {3^{2}}{2+{\cfrac {5^{2}}{2+{\cfrac {7^{2}}{2+{\cfrac {9^{2}}{2+\ddots }}}}}}}}}}}